# 허준 (드라마)
《허준》(許浚)은 1999년 11월 29일부터 2000년 6월 27일까지 방송되었던 MBC 월화드라마다.

## 줄거리

### 유의태와의 만남
평안북도 용천군수 허륜(주현 분)의 서자인 허준(전광렬 분)은 미래가 없는 왈패 생활을 하다가 우연히 반역죄인 이정찬 대감의 여식 다희(홍충민 분)을 만나 사랑하게 된다. 하지만 허준은 아픈 다희의 아버지에게 도움을 주기 위해 국법을 어기고 약초를 밀무역하다 발각된다. 이에 허준의 생모는 허준의 목숨만은 살려달라고 생부에게 간청하자 결국 모자를 경상도 산음현(현재 산청군)으로 도망치게 한다. 허준은 다희에게 함께 떠나자 설득하고 그들은 무사히 산음에 도착하여 그곳에서 새로운 삶을 시작한다.
그곳에서 명의 유의태(이순재 분) 밑에서 물지게를 지게 된 허준은 유의태와 예진(황수정 분)의 도움으로 사람을 살리는 의술에 눈을 뜨게 되고, 스스로 갈 길임을 깨닫고 간절히 의술의 발전을 갈망하게 된다.
의술을 지속적으로 익히던 허준은 유의태를 통해 병자를 긍휼히 여기는 의원(의사)으로서의 기본 자세와 인간에 대한 경외의 마음, 곧 인권의식에 눈을 뜨게 되고 유의태의 의술에 다시금 감복하게 된다. 이후 유의태는 반위(위암)에 걸려 죽음에 이르게 되지만, 허준의 의학적 발전과 백성을 이롭게 하길 원하며 그 당시 성리학적 정세로는 받아들이기 힘든 몸의 해부를 유지로 남긴다. 이에 허준은 스승의 사체를 해부하게 된다.

### 의술공부
허준은 유의태의 의술에 진정한 뜻을 깨닫고 더욱더 의술에 정진하게 되지만 그 뜻이 행함에 미치지 못함을 깨닫는다. 이윽고 허준은 조정에서 주관하는 내의원 의과에 응시하여 내의원에 들어가게 되지만, 뜻하는 바 대로 의술이 펼쳐지지 못함을 절감하게 된다. 반면, 허준을 내심 못마땅해 하던 유의태의 아들 유도지(김병세 분)는 내의원에서 나름의 지략과 술수로 높은 자리를 노리지만 의학적 실력이 그에 미치지 못한다. 그러나 허준은 유의태로부터의 가르침과 누구도 따라올 수 없는 놀라운 의술을 통해 험난한 고난을 이겨낸다. 그리고 결국 왕실의 인정을 받게 된 허준은 끊임없는 정진과 진정성이 투영되면서 정승의 반열까지 오르게 된다. 이 후 허준은 어의의 책무를 다하다가 선대왕인 선조(박찬환 분)의 붕어(왕의 죽음)와 함께 유배를 떠나게 된다.

### 동의보감
허준은 그 동안 스승 유의태의 염원이며 스스로의 바람들을 하나씩 이루어 나아간다. 조선의 백성들이 중국에서 만들어진 중화적인 의서와 의술에 의지하는 대신에 우리 산천에서 나고 우리 백성에게 맞는 토양에서 나는 약재와 의술을 통하여 심신의 치료를 하는 꿈을 유배지에서 완성시켜 나간다. 이것은 현재에도 읽혀지고 있는 동양의학의 정수로 일컬어지는 《동의보감》의 완성으로 귀결된다.
이 후 광해군(김승수 분)이 보위에 오르자 유배에서 풀려 난 어의 허준은 다시 관직에 오르는 대신 자신의 본연이었던 경상도 산음으로 내려가 백성들을 돌보는데 전념한다. 그러던 중 남쪽 지방에 역병이 돌아 이를 막아내기 위해 갖은 노고를 기울이지만 역병은 쉬이 잡히질 않는다. 얼마 남아있지 않은 환약을 죽어가는 아이에게 마저 나누어 준다. 하지만 허준 역시 역병에 걸리고 평생을 써왔던 침을 움켜쥔 채 세상을 떠난다.

## 등장 인물

### 주요 인물
- 전광렬 : 허준 역 (아역 : 백성현, 장보고 ㆍ황보윤 ㆍ이제마 )
- 이순재 : 유의태 역 - 허준의 스승
- 황수정 : 유예진 역
- 홍충민 : 이다희 역 - 허준의 부인
- 김병세 : 유도지 역 - 유의태의 아들

### 허준 측근

#### 허준의 가족
- 정혜선 : 허준의 어머니 손씨[3] 역
- 오태경 : 허준의 아들 허겸 역 (아역 : 류덕환)
- 주현 : 허준의 아버지 허륜 역
- 임대호 : 천양태 역

#### 구일서의 가족
- 이희도 : 구일서 역
- 김해숙 : 함안댁 역
- 최은주 : 구일서의 딸 구언년 역
- 윤기원 : 구일서의 사위 언년이 남편 장만덕 역

### 유의태 약방

#### 유의태의 가족
- 박정수 : 유의태 부인 오씨 역
- 조현숙 : 유도지의 부인 권숙정 역

#### 약방 사람들
- 임현식 : 임오근 역
- 이숙 : 하동댁 역
- 신국 : 꺽쇠 역
- 문용민 : 장쇠 역
- 이은철 : 영달 역
- 나성균 : 부산포 역
- 차윤회 : 한상 역

### 내의원
- 조경환 : 어의 양예수 역
- 박종관 : 판관-당상관 정작 역
- 홍성선 : 봉사-판관 이명원 역
- 박광남 : 판관-첨정 김응택 역
- 문회원 : 주부 송학규 역
- 맹상훈 : 봉사-직장 유의 김만경 역
- 정호근 : 봉사-주부 정태은 역
- 정승호 : 참봉-주부 장학도 역
- 엄유신 : 어의녀 덕금 역
- 최란 : 내의녀-어의녀 홍춘 역
- 김혜정 : 내의녀 소비 역
- 김은수 : 의녀 개금 역
- 성현아 : 의녀 소현 역
- 이현경 : 의녀-내의녀 세희 역
- 이주희 : 의녀 채선 역
- 고정민 : 의녀 채령 역
- 이잎새 : 의녀 온지 역
- 이승아 : 의녀 옥정 역
- 김영 : 혜민서 서리 김씨 역
- 오정석 : 혜민서 도약사령 역

### 왕실
- 박찬환 : 선조 역
- 박주미 : 공빈 김씨 역
- 장서희 : 인빈 김씨 역
- 홍은희 : 인목왕후 역
- 김승수 : 광해군 역

### 그 외 인물
- 한지훈 : 이순신 장군 역
- 정욱 : 김민세 (삼적대사) 역
- 한인수 : 안광익 역
- 임호 : 포도청 종사관 이정명 역
- 정명환 : 포도청 종사관 배천수 역
- 여현수 : 김민세 (삼적대사)의 양자 김상화 역 (아역 : 곽정욱)
- 전다정 : 의녀 역
- 권연우 : 수연 역
- 변희봉 : 성인철 대감 역
- 윤여정 : 성인철의 처 역
- 차광수 : 성명훈 역
- 박영지 : 정성필 대감 역
- 주민준 : 공빈 김씨의 동생 김예직 역
- 이계인 : 돌쇠 역
- 김홍수 : 배상천 역
- 최상훈 : 인빈 김씨의 오라버니 김공량 역
- 김주영 : 황해감사 역
- 이대로 : 유도지 부인 권숙정의 아버지 권혁수 역
- 이재포 : 유의태 의원 약방을 인수한 장만수 의원 역
- 전혜수 : 기생 역
- 길은혜 : 예진을 뒤따르는 소녀 역
- 박규점 : 의원 역
- 전해룡 : 내의원 서고 관리 역
- 황일청
- 박종설
- 정대홍
- 이우신
- 김선동
- 김윤중
- 이가돈
- 이정훈 : 민자헌 역
- 정기성
- 이승찬
- 공재원
- 윤갑수
- 고태산
- 엄동환
- 한춘일
- 이성호
- 박우열
- 최성웅
- 박경순
- 신성원

## 수상 경력
- 2000년 MBC 연기대상 여자 최우수연기상/ 방송기자단 선정 올해의 탤런트상 황수정
- 2000년 MBC 연기대상 대상 전광렬
- 2000년 백상예술대상 TV부문 인기상 전광렬
- 2000년 제27회 한국방송대상 TV드라마부문 우수작품상/TV프로듀서상 이병훈/작가상 최완규

## 주제곡
- 〈불인별곡(不忍別曲)〉 - 임세현(林世賢)이 작사/작곡하고 조수미가 부름.

## 결방 사유
- 1999년 12월 27일 - 뉴스 특보 편성
- 2000년 6월 13일 - 뉴스 특보 편성

## 2회 연속 방영
- 1999년 12월 28일 - 11~12회 연속
- 2000년 6월 19일 - 60~61회 연속

## 참고 사항
- 이 드라마는 엄청난 인기를 끌어 신드롬을 불러일으키며 최고 시청률 63.5%을 기록하여 KBS 《첫사랑》 (65.8%)-전무후무한 시청률, MBC 《사랑이 뭐길래》 (64.9%), SBS 《모래시계》(64.5%)에 이어 역대 최고 시청률 순위 4위에 올랐다.[4] 또한 평균 시청률 53%로, 2000년 이후 현재까지 방영된 드라마 가운데 유일하게 평균 시청률 50%을 넘긴 기록을 가지며 1위 자리를 지키고 있다.[5]
- 전광렬, 황수정, 이순재는 "연기자의 삶에 있어 '허준'은 최고의 작품이자 행운이다"는 공통된 의견을 피력했다.[6]
- 드라마의 특성상 삼각관계가 극명하게 부상하지 않았으나 주인공 허준(전광렬 분)을 사이에 두고 그의 부인(홍충민 분)과 그를 남몰래 흠모하는 예진(황수정 분)이 삼각관계를 형성했다는 지적이 있었다.[7]
- 허준 역은 당초 김상중이 낙점되었으나 영화 출연을 이유로 고사했으며,[8] 예진 역에는 오연수, 송윤아, 김지수, 정선경 등이 거론되었지만 개인사정으로 고사한 바 있다.[9][10][11]
- 유의태 역에는 김무생이 물망에 올랐으나 재벌 이미지 때문에 캐스팅되지 못하였고[12], 허준의 부인 역에는 홍리나가 캐스팅되었으나 KBS 1TV <누나의 거울> 캐스팅으로 고사하였다.[13]
- 2019년 개국한 MBC ON에서 재방송되었다.

## 같이 보기
- 집념 (1975 ~ 1976년)
- 동의보감 (1991년)
- 태양인 이제마 (2002년)
- 구암 허준 (2013년)

## 참고자료
- 씨네21 - 허준
- (영어) DramaWiki - Huh Joon
- (영어) KoreanWiz - Huh Joon 보관됨 2007-11-25 - 웨이백 머신